# Hans Christian Andersen (film)
Hans Christian Andersen is een Amerikaanse muzikale film uit 1952 van Charles Vidor met in de hoofdrollen Danny Kaye en Farley Granger.
De film is losjes gebaseerd op het leven van de beroemde Deense sprookjesschrijver Hans Christian Andersen (1805-1875). Het is zeker geen biografische film, meer een muzikaal sprookje over het leven van Andersen. Een aantal sprookjes van de schrijver (Het Lelijke Eendje, De Kleine Zeemeermin, De Nieuwe Kleren van de Keizer en Duimelijntje worden gebruikt als inspiratie voor verschillende liedjes en de choreografie.
Hans Christian Andersen was een grote hit in de bioscopen en bracht in de VS alleen al zes miljoen dollar op. Er waren zes Oscarnominaties, maar geen enkele nominatie werd verzilverd.

## Verhaal
Odense is in 1830 een klein Deens stadje en de woonplaats van de eenvoudige schoenmaker Hans Christian Andersen. Hans kan echter ook mooie verhalen vertellen aan de dorpskinderen en doet dat liever dan schoenen oplappen. Dit is tegen het zere been van de plaatselijke schoolmeester die gaat klagen bij de burgemeester. Hoewel de volwassenen eigenlijk ook veel plezier beleven aan de verhaaltjes, vragen ze hem toch te stoppen en de kinderen niet verder af te leiden. Hans geeft toe en keert terug naar zijn werkplaats waar zijn knechtje, de wees Peter op hem wacht. Maar het vertellen van verhaaltjes is te verslavend en al snel is Hans weer terug bij de school. De schoolmeester is woedend en stelt de gemeenteraad voor de keus, of Hans of hij moet weg. De gemeenteraad kiest voor de schoolmeester en belooft Hans te dwingen om Odense te verlaten. Maar Peter heeft alles gehoord en probeert Hans te behoeden voor deze schande. Hij weet zijn werkgever over te halen om naar Kopenhagen te gaan en het dorp jaloers te maken door als eerste van hen de hoofdstad te bezoeken. Eenmaal in Kopenhagen wordt Hans gelijk gearresteerd als hij zijn diensten als schoenmaker aanbiedt, staande op het standbeeld van de Deense koning. Intussen heeft Peter zich verstopt bij de achteruitgang van het Koninklijk Theater. Daar hoort hij de choreograaf Niels om een schoenmaker vragen. Onmiddellijk biedt hij de diensten van Hans aan, op voorwaarde dat Niels de laatste uit de gevangenis haalt. Niels gaat akkoord en betaalt de borgtocht van Hans. Eenmaal in het theater is Hans getuige van een gigantische ruzie tussen Niels en de prima ballerina Doro. Terwijl Hans de spitzen van Doro bijstelt, raakt hij smoorverliefd op haar en maakt zichzelf wijs dat de ballerina wordt gekweld door de wrede Niels. Hij trekt zich niets aan van Peter, die inmiddels weet dat Niels en Doro, ondanks hun woede-uitbarstingen, gelukkig getrouwd zijn, en stuurt Doro een liefdesbrief. In de brief staat een sprookje "De kleine zeemeernin" over een zeemeermin die de verkeerde man heeft gekozen. De volgende morgen gaat het ballet op tournee en blijven Hans en Peter achter. Om de tijd te verdrijven maakt Hans nieuwe spitzen voor Doro en vertelt het sprookjes van het Lelijke Kleine Eendje aan wat kinderen. De vader van een van de kinderen is zo ontroerd dat hij het sprookje publiceert in de krant. Terwijl Hans nog in de wolken is over deze plotseling roem, keert ook het ballet terug. Doro vertelt hem dat ze van plan is een ballet te maken over de Kleine Zeemeermin. Peter die bang is dat Hans gekwetst gaat worden, waarschuwt hem dat Doro niet verliefd op hem is. Hans is hier zo kwaad over dat hij voorstelt dat Peter zijn eigen weg gaat. Het ballet van de Kleine Zeemeermin wordt met succes opgevoerd en als Doro Hans na afloop ziet, merkt ze dat hij verliefd op haar is. Hoewel ze niets zegt, begrijpt Hans dat Doro zijn liefde niet zal beantwoorden. Als Niels vervolgens opduikt en Hans beledigt door hem te betalen voor het sprookje, probeert de laatste zijn gezicht te redden door te stellen dat zijn schrijverij een gelukje was en betaling te weigeren. Ziek van verdriet biedt hij de nieuwe spitzen aan Doro aan en verlaat het theater. Hij besluit terug te gaan naar Odense en onderweg ontmoet hij Peter weer. Ze hernieuwen hun vriendschap en komen gezamenlijk in het stadje aan. Daar worden ze als helden binnengehaald door de bevolking en zelfs de schoolmeester is nu trots op de verhaaltjes van Hans.

## Rolverdeling
| Acteur           | Personage               |
| ---------------- | ----------------------- |
| Danny Kaye       | Hans Christian Andersen |
| Farley Granger   | Niels                   |
| Zizi Jeanmaire   | Doro                    |
| Joseph Walsh     | Peter                   |
| Philip Tonge     | Otto                    |
| John Brown       | De schoolmeester        |
| John Qualen      | De burgemeester         |
| Jeanne Lafayette | Celine                  |
| Peter Votrian    | Lars                    |

## Achtergrond

### Voorgeschiedenis
Producent Samuel Goldwyn begon in 1936 met het project over een musical over Hans Christian Andersen. In totaal zouden twintig scenaristen verschillende versies van het scenario publiceren. In 1941 probeerde hij zonder resultaat de Walt Disney Studios te interesseren. In 1946 had Joe Pasternak het idee om er een film voor MGM van te maken met Van Johnson in de hoofdrol. Ook dit project kwam niet verder. Goldwyn onderhandelde met Richard Rodgers en Oscar Hammerstein voor liedjes voor de film, maar liep vast, waarna Frank Loesser in beeld kwam. In 1951 schreef Moss Hart het scenario af en in januari 1952 ging de productie van start.

### Scenario
Het onderwerp van het scenario was de Deense schrijver Hans Christian Andersen (1805-1875). Maar scenarist Moss Hart maakte er een romantisch sprookje van in plaats van een biografie. De echte Andersen was weliswaar afkomstig uit Odense, maar was zeker geen schoenmaker. De echte Andersen was van eenvoudige afkomst, maar kreeg een goede opleiding en begon al snel aan het schrijven toneelstukken en verhalen. In 1840 was hij wereldberoemd vanwege zijn sprookjes. Het oorspronkelijke idee voor het scenario kwam van Goldwyn en stamde uit 1938. Diverse scenaristen werkten aan het project en op zeker moment waren er 32 versies. Uiteindelijk liet Goldwyn door Frank Loesser tien liedjes schrijven. Scenarist Moss Hart gebruikte de nummers om het scenario in zijn definitieve vorm te gieten. Het echte leven van Andersen werd volkomen losgelaten en er ontstond een nieuw sprookje rondom de beroemde sprookjesverteller.

### Acteurs
In oktober 1950 begon Goldwyn met de audities voor de film. Hij overwoog Moira Shearer en Margot Fonteyn in te zetten als acteurs. Shearer bleek echter zwanger en Fonteyn had geen interesse. De Franse ballerina Renee "Zizi" Jeanmaire (Ballet de Paris) werd uiteindelijk aangenomen. Voor de hoofdrol was er geen discussie. Danny Kaye was de persoonlijke favoriet van Goldwyn (hij speelde in vijf films van hem) en wilde de film dolgraag doen. Goldwyn betaalde Kaye 200.000 dollar. Farley Granger werd tegen zijn zin ingezet in een bijrol. Granger was een ster uit de jaren veertig, maar kreeg sterallures. Hij vond de film een belachelijk project en kreeg er ruzie over met Goldwyn, hetgeen resulteerde in de ontbinding van zijn contract met de laatste.

### Productie
Goldwyn zette Hans Christian Andersen groots op. Prachtige decors en kostuums werden gemaakt en de productiekosten liepen op tot vier miljoen dollar. Choreograaf Roland Petit gebruikte achtentwintig dansers en ballerina's in de vier balletten: "The Ice Skating Ballet," "The Dream Fantasy," "The Wedding Fantasy" en "The Little Mermaid." Op de set ging het er soms hard aan toe. Regisseur Charles Vidor had de grootste moeite om zijn acteurs in toom te houden. Danny Kaye gedroeg zich als een tiran. Hij werd woedend over het accent van Jeanmaire en liep regelmatig kwaad van de set weg als de Française niet begreep wat Vidor bedoelde. Meer dan een keer beet hij de regisseur toe, "om hem terug te roepen als zij (Jeanmaire) begrijpt wat je bedoelt." Ook lag Kaye vaak overhoop met Farley Granger. Soms was hij vriendelijk tegen de acteur om hem het volgende moment compleet te negeren. Kaye zorgde er ook voor dat Granger werd afgehaald van het duet met Jeanmaire, omdat hij dat liedje wilde zingen. Maar niemand protesteerde, Kaye was nu eenmaal de favoriet van Goldwyn.

### Filmmuziek
De volgende nummers (tekst en muziek Frank Loesser) zijn te horen:
- "The King's New Clothes" (gezongen door: Danny Kaye en kinderkoor)
- "Inchworm" (gezongen door: Danny Kaye en kinderkoor)
- "I'm Hans Christian Andersen" (gezongen door: Danny Kaye)
- "Wonderful Copenhagen" (gezongen door: Danny Kaye, Joseph Walsh en koor)
- "I'm Hans Christian Andersen" (reprise) (gezongen door: Danny Kaye)
- "Thumbelina" (gezongen door: Danny Kaye)
- "Ice Skating Ballet" (instrumentaal) muziek van Franz Schubert
- "Dream Ballet" (instrumentaal) muziek: Frank Loesser
- "The Ugly Duckling" (gezongen door: Danny Kaye)
- "Anywhere I Wander" (gezongen door: Danny Kaye)
- "I'm Hans Christian Andersen (reprise)" (gezongen door: Danny Kaye)
- "Fantasy Wedding Sequence"/"No Two People" (gezongen door: Danny Kaye, Zizi Jeanmaire en koor)
- "The Little Mermaid Ballet" (instrumentaal) muziek: Franz Liszt
- "The Ugly Ducking / Wonderful Copenhagen / The King's New Clothes / Thumbelina / I'm Hans Christian Andersen" (Finale) (gezongen door: Danny Kaye, kinderkoor en koor)

## Nominaties
Hans Christian Andersen werd genomineerd voor zes Oscars:
- Beste Decors
- Beste Camerawerk
- Beste Kostuumontwerpen
- Beste Muziek
- Beste Liedje (Thumbelina)
- Beste Geluid